# Elsa Girardot
Elsa Girardot (ur. 21 lutego 1973 w Dijon, zm. 22 października 2017 tamże) – francuska szpadzistka, brązowa medalistka mistrzostw świata.
Podczas mistrzostw świata w Kapsztadzie w 1997 roku Francuzki w składzie: Laura Flessel, Sophie Moressée-Pichot, Valérie Barlois i Elsa Girardot zdobyły brązowy medal w zawodach drużynowych. W turnieju indywidualnym zajęła tam 46. miejsce.
Nigdy nie wzięła udziału w igrzyskach olimpijskich.
Po zakończeniu kariery pracowała jako trenerka.